# Bibbiano (Colle di Val d'Elsa)
Bibbiano is een plaats (frazione) in de Italiaanse gemeente Colle di Val d'Elsa.